# Marvin Obuz
Marvin Obuz (Köln, 25 januari 2002) is een Duitse voetballer die doorgaans als rechtsbuiten speelt. Hij doorliep de jeugdopleiding van 1. FC Köln en maakte in 2021 zijn profdebuut in de DFB-Pokal. Sinds juni 2025 is hij in dienst van Rot-Weiss Essen.

## Clubloopbaan

### Jeugd
Obuz begon zijn voetbalcarrière bij BC Efferen en stapte op achtjarige leeftijd over naar de jeugdopleiding van 1. FC Köln. Op 12 augustus 2017 maakte hij zijn debuut in de onder-17 tijdens een met 4–0 gewonnen thuiswedstrijd tegen de leeftijdsgenoten van Alemannia Aachen. Trainer André Pawlak liet hem daarbij direct in de basis starten. In het seizoen 2018/19 eindigde Köln als tweede in de B-junioren Bundesliga West, waarmee het zich plaatste voor de nationale eindronde. In de halve finale werd Bayern München, mede dankzij een doelpunt van Obuz, uitgeschakeld. In de finale tegen Borussia Dortmund, die met 3–2 werd gewonnen, speelde Obuz de volledige wedstrijd.
In het seizoen 2019/20 maakte Obuz deel uit van de selectie van de onder-19. Op 11 augustus 2019 debuteerde hij tijdens een thuiswedstrijd tegen Preußen Münster, waarin hij twee keer scoorde in een met 5–0 gewonnen duel. Tot aan de verplichte stopzetting van de competitie vanwege de coronapandemie stond hij achttien keer in de basis. In zijn tweede seizoen bij de A-junioren, 2020/21, werd de competitie in oktober opnieuw stilgelegd vanwege de COVID-19-maatregelen. Om zijn ontwikkeling voort te zetten werd Obuz daarop toegevoegd aan het tweede elftal van 1. FC Köln. Zijn laatste optreden bij de junioren volgde op 19 oktober 2021, in de eerste ronde van de UEFA Youth League tegen KRC Genk. In de jeugdopleiding van 1. FC Köln speelde hij onder meer samen met Florian Wirtz, Jan Thielmann, Maximilian Schmid en Can Bozdoğan.

### 1 FC Köln
In oktober 2020 maakte Obuz de overstap van de A-junioren naar de senioren en werd hij opgenomen in de selectie van het tweede elftal van 1. FC Köln. Aan het einde van de maand maakte hij zijn debuut in de Regionalliga West, tijdens een uitwedstrijd tegen Bergisch Gladbach. Obuz kwam bij rust in het veld. Op 25 november 2020 maakte hij zijn eerste doelpunten voor het tweede elftal in de uitwedstrijd tegen  Wegberg-Beeck. In de met 0–4 gewonnen wedstrijd scoorde hij een hattrick door de eerste drie doelpunten voor zijn rekening te nemen. Begin 2021 werd Obuz door hoofdtrainer Markus Gisdol regelmatig betrokken bij trainingen van de eerste selectie. Op 20 maart 2021 werd hij voor het eerst opgenomen in de wedstrijdselectie van het eerste elftal voor de thuiswedstrijd tegen Borussia Dortmund, maar kwam hij in het met 2–2 gelijkgespeelde duel niet in actie. In april 2021 tekende Obuz zijn eerste profcontract bij 1. FC Köln, als erkenning voor zijn prestaties in de jeugd- en beloftenteams.
In het seizoen 2021/22 bleef Obuz actief voor het tweede elftal van 1. FC Köln, waar hij onder trainer Mark Zimmermann een vaste basisspeler was. Hij begon in 25 competitiewedstrijden in de Regionalliga West en eindigde met het team op de zevende plaats. Op 27 oktober 2021 maakte hij zijn officiële debuut in het eerste elftal tijdens de tweede ronde van de DFB-Pokal. In de met 0–2 gewonnen uitwedstrijd tegen VfB Stuttgart werd hij in de blessuretijd ingebracht door hoofdtrainer Steffen Baumgart. Het bleef dat seizoen bij één optreden in de hoofdmacht. Voor het seizoen 2022/23 werd Obuz verhuurd aan Holstein Kiel, uitkomend in de2. Bundesliga, om meer speelervaring op te doen. In het daaropvolgende seizoen (2023/24) volgde een tweede verhuurperiode, ditmaal aan  Rot-Weiss Essen, dat uitkwam in de 3. Liga. Zijn verblijf daar eindigde voortijdig door een spierscheuring. Gedurende zijn afwezigheid degradeerde 1. FC Köln uit de Bundesliga.
De eerste seizoenshelft van 2024/25 verliep voor Obuz teleurstellend. Hij kwam slechts 85 minuten in actie en beschikte over een aflopend contract. Desondanks koos hij ervoor om in de winterstop bij 1. FC Köln te blijven. In de tweede seizoenshelft kwam hij echter niet meer in actie en maakte hij bij de laatste wedstrijden zelfs geen deel meer uit van de wedstrijdselectie. Hierdoor was zijn bijdrage aan het kampioenschap, waarmee 1. FC Köln promotie naar de Bundesliga afdwong, beperkt. Vanwege het gebrek aan perspectief op speeltijd verliet Obuz de club en zette hij zijn loopbaan voort bij Rot-Weiss Essen.

#### Verhuur aan Holstein Kiel
Holstein Kiel huurde Obuz voor het seizoen 2022/23. Op 9 september 2022 maakte hij in de thuiswedstrijd tegen Hamburger SV zijn debuut voor de Noord-Duitse club. Hoofdtrainer Marcel Rapp bracht hem in de 79e minuut in het veld als vervanger van Fiete Arp. Door de concurrentie met Arp slaagde Obuz er niet in een vaste basisplaats te veroveren, waardoor hij naast 11 wedstrijden in het eerste elftal ook 13 keer uitkwam voor het tweede elftal in de Regionalliga Nord. Na afloop van het seizoen keerde hij terug naar 1. FC Köln.

#### Verhuur aan Rot-Weiss Essen
Voor het seizoen 2023/24 werd Obuz verhuurd aan Rot-Weiss Essen. Op 4 augustus maakte hij zijn debuut tijdens de met 2–1 verloren uitwedstrijd tegen Hallescher FC. Trainer Christoph Dabrowski liet hem in de basis starten, waarbij hij in de 69e minuut een assist gaf op Isaiah Young, die de 2–1 maakte. Op 2 september scoorde Obuz zijn eerste doelpunt voor Essen in de met 0–2 gewonnen uitwedstrijd tegen het tweede elftal van SC Freiburg. In de blessuretijd maakte hij het tweede doelpunt voor Essen. Met Essen bereikte hij de finale van de Niederrheinpokal, die met 0–3 werd gewonnen van Rot-Weiß Oberhausen. Vanwege een spierscheuring moest Obuz de finale echter aan zich voorbij laten gaan. Na 40 wedstrijden, waarin hij acht keer scoorde, keerde hij geblesseerd terug naar 1. FC Köln.

### Rot-Weiss Essen
In juni 2025 tekende Obuz een contract tot medio 2027 bij Rot-Weiss Essen.

## Clubstatistieken
| Seizoen                     | Club               | Competitie        | Competitie | Competitie | Beker | Beker | Internationaal | Internationaal | Overig | Overig | Totaal | Totaal |
| Seizoen                     | Club               | Competitie        | Wed.       | Dlp.       | Wed.  | Dlp.  | Wed.           | Dlp.           | Wed.   | Dlp.   | Wed.   | Dlp.   |
| --------------------------- | ------------------ | ----------------- | ---------- | ---------- | ----- | ----- | -------------- | -------------- | ------ | ------ | ------ | ------ |
| 2020/21                     | 1. FC Köln II      | Regionalliga West | 23         | 9          | –     | –     | –              | –              | –      | –      | 23     | 9      |
| 2021/22                     | 1. FC Köln II      | Regionalliga West | 25         | 7          | –     | –     | –              | –              | –      | –      | 25     | 7      |
| 2021/22                     | 1. FC Köln         | Bundesliga        | 1          | 0          | –     | –     | –              | –              | –      | –      | 1      | 0      |
| 2022/23                     | → Holstein Kiel    | 2. Bundesliga     | 10         | 0          | 1     | 0     | –              | –              | –      | –      | 24     | 3      |
| 2022/23                     | → Holstein Kiel II | Regionalliga Nord | 13         | 3          | –     | –     | –              | –              | –      | –      | 13     | 3      |
| 2023/24                     | → Rot-Weiss Essen  | 3. Liga           | 34         | 7          | 6 *   | 1     | –              | –              | –      | –      | 40     | 8      |
| 2024/25                     | 1. FC Köln         | 2. Bundesliga     | 5          | 0          | 1     | 0     | –              | –              | 1 **   | 0      | 6      | 0      |
| 2025/26                     | Rot-Weiss Essen    | 3. Liga           | 0          | 0          | 0     | 0     | –              | –              | 0      | 0      | 0      | 0      |
| Carrière totaal             | Carrière totaal    | Carrière totaal   | 97         | 23         | 3     | 0     | –              | –              | 1      | 4      | 120    | 27     |
| Bijgewerkt tot 20 juli 2025 |                    |                   |            |            |       |       |                |                |        |        |        |        |

* In het seizoen 2023/24 speelde Obuz voor Rot-Weiss Essen naast één wedstrijd in de DFB-Pokal ook vijf duels in de Niederrheinpokal, waarin hij eenmaal scoorde;
** In het seizoen 2024/25 kwam hij als speler van het eerste elftal van 1. FC Köln één keer uit voor het tweede elftal in de Regionalliga West.

## Interlandloopbaan
Obuz kwam uit voor diverse Duitse jeugdelftallen en speelde met Duitsland –17 op een internationaal eindtoernooi. In totaal kwam hij tot 27 jeugdinterlands, waarin hij drie keer scoorde. Tijdens deze interlands speelde hij onder meer samen met Paul Nebel, Malik Tillman, Márton Dárdai en Youssoufa Moukoko.

### Duitse jeugdelftallen
Op 11 september 2017 maakte Obuz zijn debuut in Duitsland –16 tijdens een met 3–1 gewonnen oefeninterland tegen Oostenrijk.  Bondscoach Michael Feichtenbeiner liet hem in de basis starten, waarna hij na 14 minuten zijn eerste doelpunt maakte. In 2019 kwam hij uit voor Duitsland –17 op het Europees kampioenschap in Ierland, waar de ploeg werd uitgeschakeld in de groepsfase. Obuz speelde twee van de drie wedstrijden en scoorde in het duel tegen Oostenrijk. Op 22 november 2022 speelde hij zijn laatste interland voor Duitsland –20, tijdens een oefenwedstrijd tegen Portugal. 
| Jeugdinterlands van Marvin Obuz voor Duitsland () | Jeugdinterlands van Marvin Obuz voor Duitsland () | Jeugdinterlands van Marvin Obuz voor Duitsland () | Jeugdinterlands van Marvin Obuz voor Duitsland () | Jeugdinterlands van Marvin Obuz voor Duitsland () | Jeugdinterlands van Marvin Obuz voor Duitsland () |
| №                                                 | Datum                                             | Wedstrijd                                         | Uitslag                                           | Soort Wedstrijd                                   | Doelpunten                                        |
| Als speler bij Duitsland –16                      | Als speler bij Duitsland –16                      | Als speler bij Duitsland –16                      | Als speler bij Duitsland –16                      | Als speler bij Duitsland –16                      | Als speler bij Duitsland –16                      |
| ------------------------------------------------- | ------------------------------------------------- | ------------------------------------------------- | ------------------------------------------------- | ------------------------------------------------- | ------------------------------------------------- |
| 1.                                                | 11 september 2017                                 | Oostenrijk – Duitsland                            | 1 – 3                                             | Vriendschappelijk                                 | Goal                                              |
| 2.                                                | 13 september 2017                                 | Oostenrijk – Duitsland                            | 1 – 2                                             | Vriendschappelijk                                 |                                                   |
| 3.                                                | 3 oktober 2017                                    | België – Duitsland                                | 0 – 1                                             | Vriendschappelijk                                 |                                                   |
| 4.                                                | 5 oktober 2017                                    | België – Duitsland                                | 2 – 4                                             | Vriendschappelijk                                 |                                                   |
| 5.                                                | 9 november 2017                                   | Tsjechië – Duitsland                              | 2 – 0                                             | Vriendschappelijk                                 |                                                   |
| 6.                                                | 11 november 2017                                  | Tsjechië – Duitsland                              | 4 – 0                                             | Vriendschappelijk                                 |                                                   |
| 7.                                                | 10 februari 2018                                  | Duitsland – Italië                                | 4 – 2 (n.s.)                                      | Vriendschappelijk                                 | Goal                                              |
| 8.                                                | 12 februari 2018                                  | Duitsland – Portugal                              | 4 – 5 (n.s.)                                      | Vriendschappelijk                                 |                                                   |
| 9.                                                | 24 maart 2018                                     | Duitsland – Italië                                | 2 – 4                                             | Vriendschappelijk                                 |                                                   |
| 10.                                               | 26 maart 2018                                     | Duitsland – Italië                                | 1 – 1                                             | Vriendschappelijk                                 |                                                   |
| 11.                                               | 22 mei 2018                                       | Frankrijk – Duitsland                             | 2 – 3                                             | Vriendschappelijk                                 |                                                   |
| Als speler bij Duitsland –17                      |                                                   |                                                   |                                                   |                                                   |                                                   |
| 1.                                                | 20 maart 2019                                     | Duitsland – Wit-Rusland                           | 1 – 1                                             | EK-kwalificatie                                   |                                                   |
| 2.                                                | 23 maart 2019                                     | Duitsland – IJsland                               | 3 – 3                                             | EK-kwalificatie                                   |                                                   |
| 3.                                                | 26 maart 2019                                     | Slovenië – Duitsland                              | 0 – 1                                             | EK-kwalificatie                                   |                                                   |
| 4.                                                | 4 mei 2019                                        | Duitsland – Italië                                | 1 – 3                                             | Europees kampioenschap 2019                       |                                                   |
| 5.                                                | 10 mei 2019                                       | Oostenrijk – Duitsland                            | 1 – 3                                             | Europees kampioenschap 2019                       | Goal                                              |
| Als speler bij Duitsland –19                      |                                                   |                                                   |                                                   |                                                   |                                                   |
| 1.                                                | 3 september 2020                                  | Polen – Duitsland                                 | 1 – 1                                             | Vriendschappelijk                                 |                                                   |
| 2.                                                | 8 september 2020                                  | België – Duitsland                                | 1 – 0                                             | Vriendschappelijk                                 |                                                   |
| Als speler bij Duitsland –20                      |                                                   |                                                   |                                                   |                                                   |                                                   |
| 1.                                                | 2 september 2021                                  | Tsjechië – Duitsland                              | 0 – 2                                             | Vriendschappelijk                                 |                                                   |
| 2.                                                | 7 oktober 2021                                    | Polen – Duitsland                                 | 0 – 0                                             | Vriendschappelijk                                 |                                                   |
| 3.                                                | 11 oktober 2021                                   | Duitsland – Roemenië                              | 4 – 0                                             | Vriendschappelijk                                 |                                                   |
| 4.                                                | 11 november 2021                                  | Frankrijk – Duitsland                             | 2 – 3                                             | Vriendschappelijk                                 |                                                   |
| 5.                                                | 15 november 2021                                  | Portugal – Duitsland                              | 1 – 1                                             | Vriendschappelijk                                 |                                                   |
| 6.                                                | 24 maart 2022                                     | Italië – Duitsland                                | 1 – 1                                             | Vriendschappelijk                                 |                                                   |
| 7.                                                | 29 maart 2022                                     | Engeland – Duitsland                              | 3 – 1                                             | Vriendschappelijk                                 |                                                   |
| 8.                                                | 16 november 2022                                  | Tsjechië – Duitsland                              | 2 – 2                                             | Vriendschappelijk                                 |                                                   |
| 9.                                                | 22 november 2022                                  | Duitsland – Portugal                              | 0 – 1                                             | Vriendschappelijk                                 |                                                   |
| Bijgewerkt tot 9 juni 2024                        |                                                   |                                                   |                                                   |                                                   |                                                   |

## Erelijst
| Competitie               |                 |                 |                 |                 |
| Competitie               | Aantal          | Jaren           |                 |                 |
| Rot-Weiss Essen          | Rot-Weiss Essen | Rot-Weiss Essen | Rot-Weiss Essen | Rot-Weiss Essen |
| ------------------------ | --------------- | --------------- | --------------- | --------------- |
| Winnaar Niederrheinpokal | 1x              | 2018            |                 |                 |
| 1. FC Köln               |                 |                 |                 |                 |
| Kampioen 2. Bundesliga   | 1x              | 2024/25         |                 |                 |